# Boldizsár Bodor
Boldizsár Bodor (Pécs, 27 de abril de 1982) é um futebolista húngaro que joga no Roda JC e na seleção do seu pais.